# Trichosteleum constrictum
Trichosteleum constrictum là một loài Rêu trong họ Sematophyllaceae. Loài này được (Brid.) Renauld miêu tả khoa học đầu tiên năm 1898.